# Rey del Universo

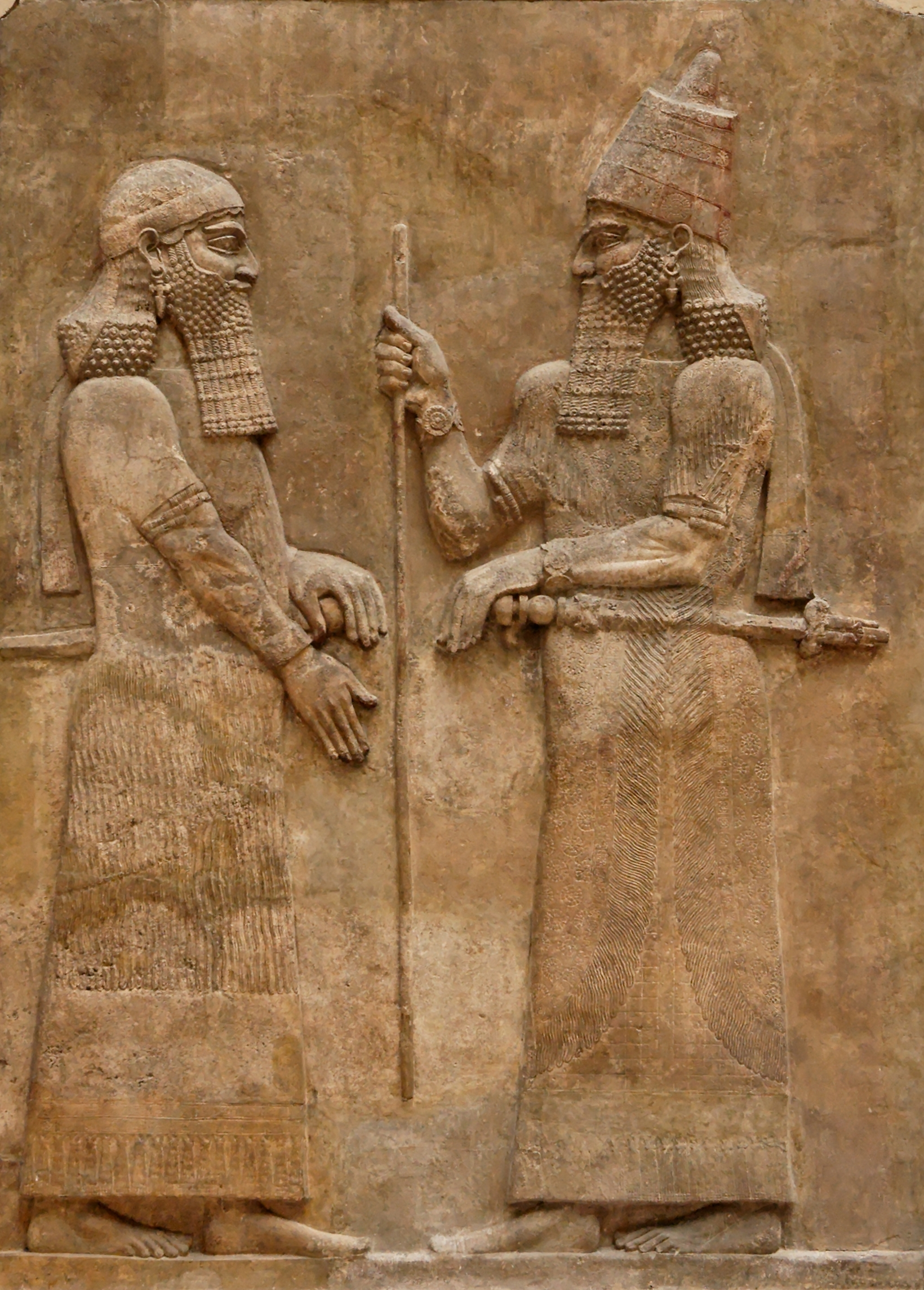
El rey Sargón II del Imperio neoasirio (derecha) tenía la titulación completa de Gran Rey, Rey Poderoso, Rey del Universo, Rey de Asiria, Rey de Babilonia, Rey de Sumeria y Acadia. Estela exhibida en el Museo Británico de Londres.

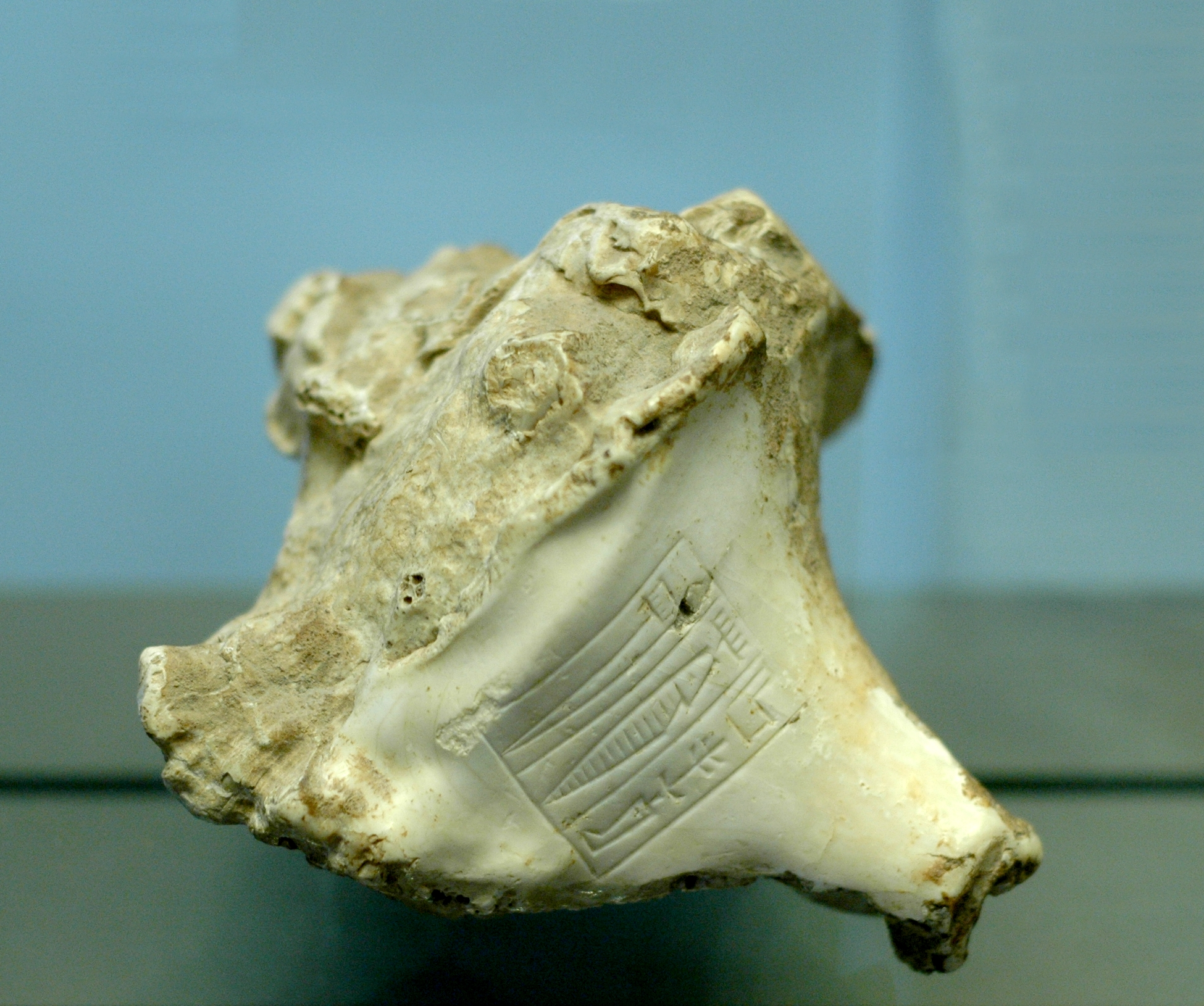
Una inscripción del rey acadio Rimush en el caparazón de un caracol de roca del género Murex, que dice "Rimush, rey de Kish". Para la época de Rimush, "Rey de Kish" habría significado "Rey del Universo". Ahora ubicado en el Louvre, París.

Rey del Universo (en sumerio: lugal ki-sár-ra  o lugal kiš-ki, en acadio : šarru kiššat māti, šar-kiššati  o šar kiššatim ), también interpretado como Rey de Todas las Cosas, Rey de la Totalidad, Rey de Todo  o Rey del Mundo, era un título de gran prestigio que reclamaba la dominación mundial utilizado por los monarcas en la antigua Mesopotamia. El título a veces se aplica a Dios en la tradición judeocristiana y abrahámica.
La etimología del título deriva de la antigua ciudad sumeria de Kish (en sumerio: kiš, en acadio: kiššatu ), siendo el significado original Rey de Kish. Aunque la ecuación de šar kiššatim con el significado literal de "Rey del Universo" se hizo durante el período acadio, el título de "Rey de Kish" es más antiguo y ya se consideraba particularmente prestigioso, ya que se consideraba que la ciudad de Kish tenía primacía sobre todas las demás ciudades mesopotámicas. En la leyenda sumeria, Kish fue el lugar donde se bajó la realeza desde el cielo después del legendario Diluvio.
El primer gobernante en usar el título de Rey del Universo fue el acadio Sargón de Acad (quien reinó c. 2334-2284 a. C.) y se usó en una sucesión de imperios posteriores que afirmaban descender simbólicamente del imperio acadio de Sargón. El título vio su uso final bajo los seléucidas, Antíoco I (quien reinó 281-261 a. C.) fue el último gobernante conocido al que se hizo referencia como "Rey del Universo".
Es posible, al menos entre los gobernantes asirios, que el título de Rey del Universo no se haya heredado por medios normales. Como el título no está atestiguado para todos los reyes neoasirios y para algunos solo lo atestiguaron varios años después de su reinado, es posible que cada rey haya tenido que ganarlo individualmente, posiblemente al completar siete campañas militares exitosas. El título similar de šar kibrāt erbetti ("Rey de las Cuatro Esquinas del Mundo") puede haber requerido campañas militares exitosas en los cuatro puntos cardinales. Algunos eruditos creen que los títulos de Rey del Universo y Rey de las Cuatro Esquinas del Mundo, con significados casi idénticos, diferían en que Rey del Universo se refería a gobernar el reino cosmológico mientras que Rey de las Cuatro Esquinas del Mundo se refería a al dominio sobre lo terrestre.

## Historia

### Antecedentes (2900-2334 a.C.)

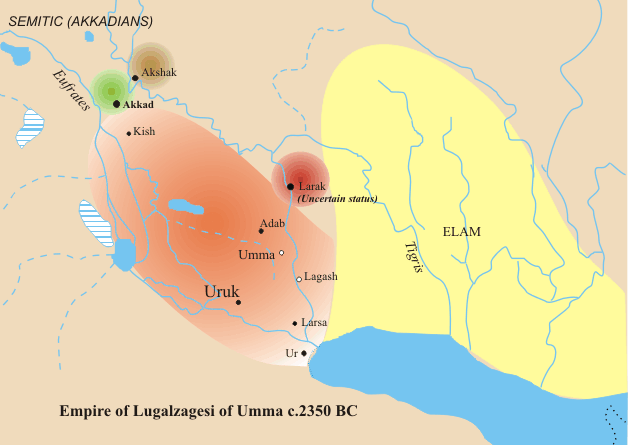
El dominio de Lugalzagesi de Uruk (en naranja) c. 2350 a. C., uno de los primeros reyes en reclamar el dominio universal.

Durante el Período Dinástico Arcaico en Mesopotamia (c. 2900-2350 a. C.), los gobernantes de las diversas ciudades-estado en la región (siendo las más prominentes Ur, Uruk, Lagash, Umma y Kish) a menudo lanzaban invasiones a regiones y ciudades lejos de las suyas, en la mayoría de los casos con consecuencias insignificantes para ellos mismos, a fin de establecer imperios temporales y pequeños para ganar o mantener una posición superior en relación con las otras ciudades-estado. Esta construcción imperial temprana fue alentada ya que los monarcas más poderosos a menudo eran recompensados con los títulos más prestigiosos, como el título de lugal (literalmente "hombre grande" pero a menudo interpretado como "rey", probablemente con connotaciones militares). La mayoría de estos primeros gobernantes probablemente habían adquirido estos títulos en lugar de heredarlos.
Finalmente, esta búsqueda de ser más prestigiosa y poderosa que las otras ciudades-estado resultó en una ambición general por un gobierno universal. Dado que Mesopotamia se equiparó para corresponder al mundo entero y se habían construido ciudades sumerias a lo largo y ancho (como Susa, Mari y Assur que estaban ubicadas cerca de los rincones percibidos del mundo), parecía posible llegar a los confines del mundo (en este momento se pensaba que el golfo Pérsico era el mar inferior, y el Mediterráneo el mar superior).
Los gobernantes que intentaban alcanzar una posición de gobierno universal se hicieron más comunes durante el período Dinástico Arcaico (c. 2450-2350 a. C.) durante el cual se atestiguan dos ejemplos prominentes. El primero, Lugal-Ane-Mundu, rey de Adab, es reclamado por la Lista Real Sumeria (aunque esta es una inscripción muy posterior, lo que hace que el extenso gobierno de Lugal-Ane-Mundu sea algo dudoso) para haber creado un gran imperio cubriendo la totalidad de Mesopotamia, llegando desde Siria hasta Irán, diciendo que "subyugó a las Cuatro Esquinas". El segundo, Lugalzaggesi, rey de Uruk, conquistó la totalidad de la Baja Mesopotamia y afirmó (a pesar de que no era el caso) que su dominio se extendía desde el mar superior al inferior. Lugalzaggesi se tituló originalmente simplemente como "Rey de Uruk" y adoptó el título de "Rey de la Tierra" (en sumerio: lugal-kalam-ma ) para reclamar el dominio universal. Este título también había sido empleado por algunos reyes sumerios anteriores que reclamaban el control sobre toda Sumeria, como Enshakushanna de Uruk.

### Sargón de Acad y sus sucesores (2334-2154 a.C.)

Durante el Imperio acadio (c. 2334-2154 a. C.), šar kiššatim cambió su significado de "Rey de Kish" a "Rey del Universo".

Los primeros días de la construcción del imperio mesopotámico fueron, en la mayoría de los casos, una lucha entre los reyes de las ciudades más importantes. En estos primeros días, el título de "Rey de Kish" ya se reconocía como uno de especial prestigio, y se consideraba que la ciudad tenía una especie de primacía sobre las otras ciudades. Para la época de Sargón de Acad, "Rey de Kish" significaba un gobernante divinamente autorizado con el derecho de gobernar sobre toda Sumeria, podría haberse referido ya de alguna manera a un gobernante universal en el período Dinástico Temprano IIIb. El uso del título, que no se limitaba a los reyes en posesión de la ciudad misma, implicaba que el gobernante era un constructor de ciudades, victorioso en la guerra y un juez justo. Según la Lista Real Sumeria, la ciudad de Kish fue donde se bajó la realeza desde el cielo después del Diluvio, siendo sus gobernantes la encarnación de la realeza humana.
Sargón comenzó su carrera política como copero de Urzababa, el gobernante de la ciudad de Kish. Después de escapar de alguna manera del asesinato, Sargón se convirtió en el gobernante del propio Kish, adoptando el título de šar kiššatim y finalmente en 2334 a. C. fundando el primer gran imperio mesopotámico, el imperio acadio (llamado así por la segunda capital de Sargón, Acad). Sargón usó principalmente el título de Rey de Acad (šar māt Akkadi ).
El título de šar kiššatim fue utilizado de manera destacada por los sucesores de Sargón, incluido su nieto Naram-Sin (r. 2254-2218 a. C.), quien también introdujo el título similar de "Rey de las Cuatro Esquinas del Mundo". La transición de šar kiššatim que significa simplemente "Rey de Kish" a "Rey del Universo" ocurrió ya durante el período Antiguo Acadio. Es importante señalar que Sargón y sus sucesores no gobernaron la ciudad de Kish directamente y, por lo tanto, no reclamaron la realeza sobre ella. Hasta la época de Naram-Sin, Kish fue gobernada por un gobernante semiindependiente con el título ensik. "Rey de Kish" se habría traducido como lugal kiš en sumerio, mientras que los reyes acadios tradujeron su nuevo título como lugal ki-sár-ra o lugal kiš-ki en sumerio. 
Es posible que šar kiššatim se refiriera a la autoridad para gobernar el reino cosmológico mientras que "Rey de las Cuatro Esquinas" se refirió a la autoridad para gobernar el terrestre. De cualquier manera, la implicación de estos títulos era que el rey mesopotámico era el rey del mundo entero.

### Reyes del universo asirios y babilónicos (1809–627 a.C.)

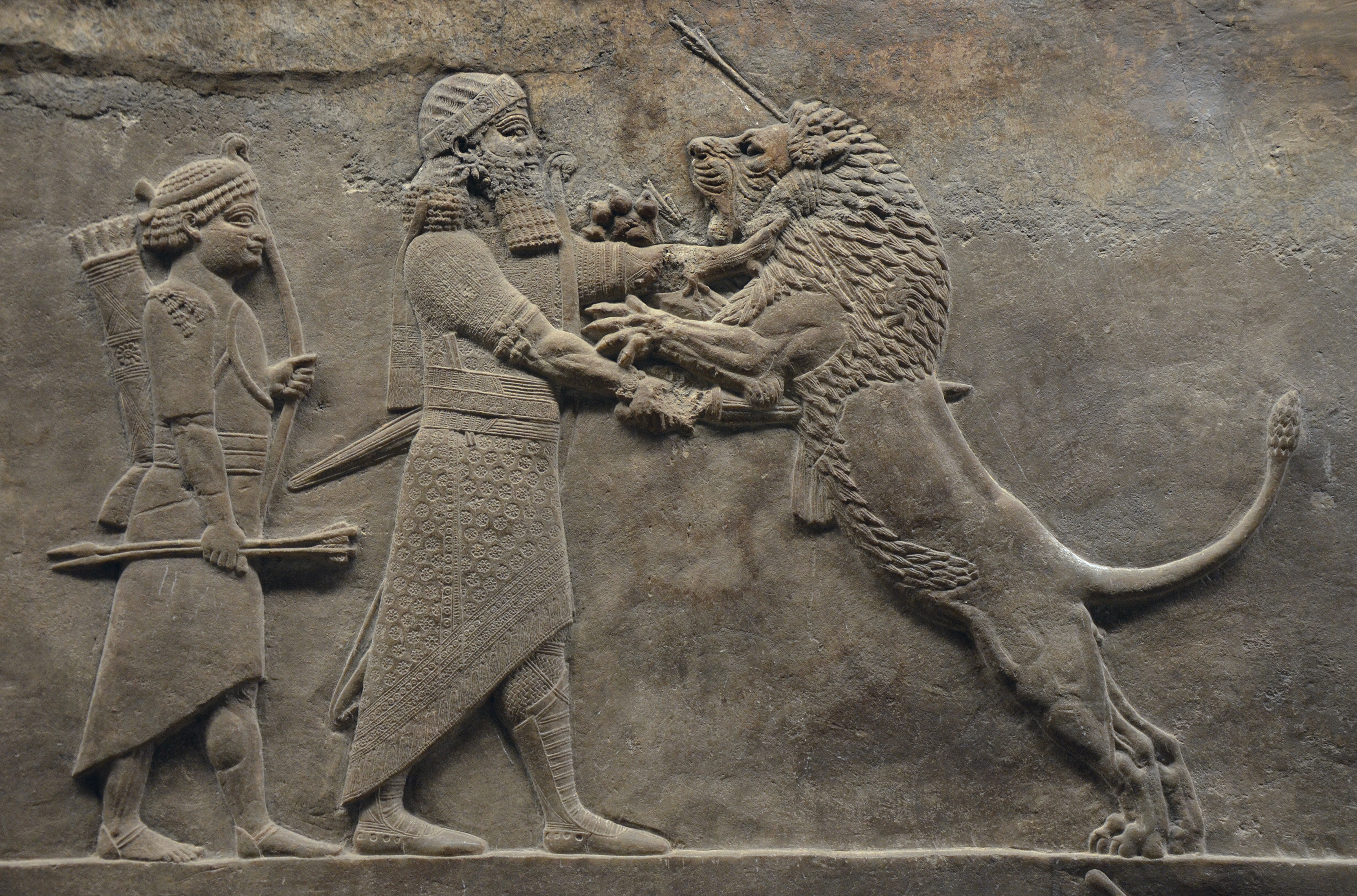
El uso asirio del título fue impugnado por otros reinos incluso durante los reinados de los poderosos reyes neoasirios, como Asurbanipal (representado estrangulando y apuñalando a un león), por ejemplo por Urartu y Babilonia. Cacería de leones de Asurbanipal, relieve albergado en el Museo Británico.

El título šar kiššatim fue quizás el más utilizado por los reyes del imperio neoasirio, más de mil años después de la caída del imperio acadio. Los asirios lo tomaron, como pretendían los acadios, en el sentido de "Rey del Universo"  y lo adoptaron para reclamar la continuidad del antiguo imperio de Sargón de Acad. El título había sido utilizado esporádicamente por reyes asirios anteriores, como Shamshiadad I (r. 1809-1776 aC) del Imperio Antiguo Asirio y Ashur-uballit I (r. 1353-1318 aC) del Imperio Asirio Medio. Shamshiadad I fue el primer rey asirio en adoptar el título de "Rey del Universo" y otros títulos acadios, posiblemente para desafiar las afirmaciones de soberanía hechas por los reinos vecinos. En particular, los reyes de Eshnunna, una ciudad-estado en el centro de Mesopotamia, habían usado títulos similares desde la caída del imperio neosumerio. Desde el reinado de Ipiq-Adad I (1800 a. C.), los habitantes de Eshnunna se habían referido a sus reyes con el título de "Rey Poderoso" (šarum dannum). Los reyes de Eshnunnan Ipiq-Adad II y Dadusha incluso adoptaron el título šar kiššatim para sí mismos, lo que significa una lucha por el título con los asirios. El título también fue reclamado por algunos reyes de Babilonia y de Mari.
El neoasirio Sargón II (r. 722-705 a. C.), homónimo de Sargón de Acad más de mil años antes, tenía la titulación completa de Gran Rey, Rey Poderoso, Rey del Universo, Rey de Asiria, Rey de Babilonia, Rey de Sumeria y Acad. Dado que el título no está atestiguado para todos los reyes neoasirios y algunos solo lo atestiguaron varios años después de sus reinados, es posible que el título de "Rey del Universo" tuviera que ser ganado por cada rey individualmente, pero se desconoce el proceso por el cual un rey podría adquirir el título. La historiadora británica Stephanie Dalley, que se especializa en el Antiguo Cercano Oriente, propuso en 1998 que el título podía haber sido obtenido cuando el rey completaba con éxito siete campañas militares exitosas (que habrían estado conectadas a la totalidad a los ojos de los asirios). Esto es similar al título de Rey de las Cuatro Esquinas del Mundo, que podría haber requerido que el rey hiciera campaña con éxito en los cuatro puntos cardinales. Por lo tanto, no habría sido posible que un rey afirmara ser "Rey del Universo" antes de completar las campañas militares requeridas. El título parece haber tenido requisitos similares entre los reyes babilónicos, el rey Ayadaragalama (c. 1500 a. C.) solo pudo reclamar el título al final de su reinado, sus primeras campañas que establecieron el control sobre ciudades como Kish, Ur, Lagash y Acad no son suficientes para justificar su uso. Tanto Ayadaragalama como el posterior rey babilónico Kurigalzu II solo parecen haber podido afirmar ser el Rey del Universo después de que su reino se extendiera hasta Baréin.
Incluso en el período neoasirio cuando Asiria era el reino dominante en Mesopotamia, el uso asirio de Rey del Universo fue desafiado cuando los reyes de Urartu desde Sardur I (r. 834-828 a. C.) en adelante comenzaron a usar el título también, afirmando ser igual a los reyes asirios y afirmando amplios derechos territoriales.

### Ejemplos posteriores (626-261 a.C.)

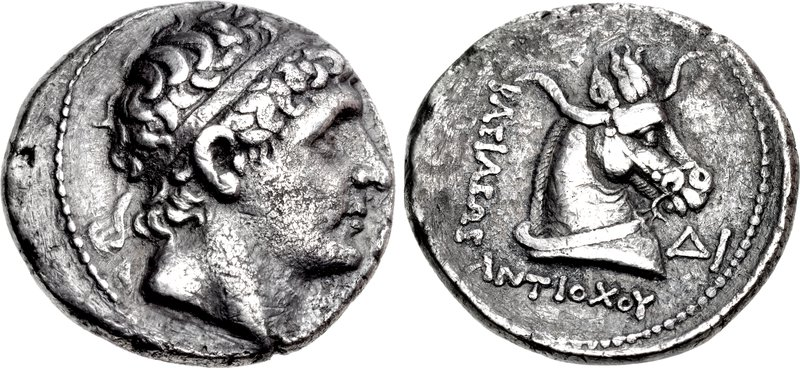
Tetradracma de Antíoco I del Imperio seléucida, el último gobernante conocido en usar el título Rey del Universo.

La dominación del imperio neoasirio sobre Mesopotamia terminó con el establecimiento del imperio neobabilónico en 626 a. C. Con las únicas excepciones del primer gobernante de este imperio, Nabopolasar, y el último, Nabonido, los gobernantes del imperio neobabilónico abandonaron la mayoría de los títulos antiguos asirios en sus inscripciones. Nabopolasar usó "rey poderoso" (šarru dannu) y Nabonido usó varios de los títulos neoasirios, incluidos "rey poderoso", "gran rey" (šarru rabu) y Rey del Universo. Aunque no los usaron en inscripciones reales (no oficialmente), tanto Nabopolasar como Nabucodonosor II usaron el título en documentos económicos.
El título también fue uno de los muchos títulos mesopotámicos asumidos por Ciro el Grande del imperio aqueménida después de su conquista de Babilonia en 539 a. C. En el texto del cilindro de Ciro, Ciro asume varios títulos mesopotámicos tradicionales, incluidos los de "Rey de Babilonia", "Rey de Sumeria y Acadia" y "Rey de las Cuatro Esquinas del Mundo". El título de Rey del Universo no se usó después del reinado de Ciro, pero sus sucesores adoptaron títulos similares. El popular título de reinado "Rey de Reyes", utilizado por los monarcas de Irán hasta la Edad Moderna, fue originalmente un título introducido por el asirio Tukulti-Ninurta I en el siglo XIII a. C. (traducido šar šarrāni en acadio). El título de "Rey de Tierras", también utilizado por los monarcas asirios desde al menos Salmanasar III, también fue adoptado por Ciro el Grande y sus sucesores.
El título se usó por última vez en el imperio seléucida helénico, que controló Babilonia tras las conquistas de Alejandro Magno y las guerras de los Diádocos resultantes. El título aparece en el cilindro del rey Antíoco I (r. 281-261 a. C.) que describe cómo Antíoco reconstruyó el templo de Ezida en la ciudad de Borsippa. Vale la pena señalar que el último ejemplo conocido de una inscripción real en lengua acadia que precede al cilindro de Antíoco es el cilindro de Ciro creado casi 300 años antes y, como tal, es posible que más gobernantes aqueménidas y seléucidas hubieran asumido el título en Mesopotamia. El cilindro de Antíoco probablemente se inspiró en su composición en inscripciones reales de Mesopotamia anteriores y tiene muchas similitudes con las inscripciones reales asirias y babilónicas. Títulos como "Rey de Reyes" y "Gran rey" (šarru rabu), títulos antiguos con la connotación de tener el poder supremo en las tierras que rodean Babilonia (de manera similar a como títulos como Imperator se utilizaron en Europa Occidental después de la caída del Imperio Romano Occidental para establecer la supremacía), permanecería en uso en Mesopotamia hasta la dinastía sasánida en Persia de los siglos III al VII.

## Uso religioso
El título de Rey del Universo se ha aplicado a veces a deidades desde al menos el período neoasirio, a pesar de que el título en esos tiempos también fue utilizado por los monarcas contemporáneos. En una inscripción del 680 a. C. del rey neoasirio Asarhadón (quien en la misma inscripción usa el título Rey del Universo, entre otros títulos) en Babilonia, se hace referencia a la diosa Sarpanitu (consorte de Marduk, la deidad patrona de Babilonia). a como "Reina del Universo".
En el judaísmo, el título de Rey del Universo llegó a aplicarse a Dios. Hasta el día de hoy, las bendiciones litúrgicas judías generalmente comienzan con la frase "Barukh ata Adonai Eloheinu, melekh ha`olam ..." (Bendito eres, Señor nuestro Dios, Rey del Universo ...). En el libro de Daniel, el reino de Dios se describe como un "reino eterno". A lo largo de las escrituras, se deja en claro que la deidad abrahámica no se supone simplemente que es la deidad de una pequeña tribu en Palestina, sino el Dios del mundo entero. En los salmos, la realeza universal de Dios se menciona repetidamente, como en el salmo 47: 2 donde se hace referencia a Dios como el "gran Rey sobre toda la tierra". Se suponía que los adoradores vivían para Dios ya que Dios era el Rey de Todo y el Rey del Universo. En el cristianismo, el título a veces se aplica a Jesús, como por Nicéforo I, Patriarca de Constantinopla (c. 758-828) cuando se refiere a Jesús abandonando su dominio terrestre por uno cósmico de luz y gloria infinitas.